# 維羅納鎮區 (明尼蘇達州法里博縣)
維羅納鎮區（英語：Verona Township）是位於美國明尼蘇達州法里博縣的一個行政鎮區。

## 地方資料
維羅納鎮區的面積為91.41平方千米，當中陸地面積為90.36平方千米，而水域面積為1.05平方千米。根據2020年美國人口普查的數據，當地共有人口323人，而人口密度為每平方千米3.53人。